# Obesidade infantil
Obesidade infantil é uma condição em que o excesso de gordura corporal afeta negativamente a saúde ou bem-estar de uma criança. Como métodos para determinar a gordura corporal diretamente são difíceis, o diagnóstico da obesidade é muitas vezes baseada no índice de massa corporal (IMC). Devido ao aumento da prevalência da obesidade em crianças e seus muitos efeitos adversos à saúde, a obesidade infantil está sendo reconhecida como um grave problema de saúde pública. O termo sobrepeso ao invés de obesidade é muitas vezes usado em crianças, pois é menos estigmatizante.
A obesidade infantil é caracterizada pelo excesso de peso entre bebês e crianças de até 12 anos de idade. A criança é identificada como obesa quando seu peso corporal ultrapassa em 15% o peso médio correspondente a sua idade.

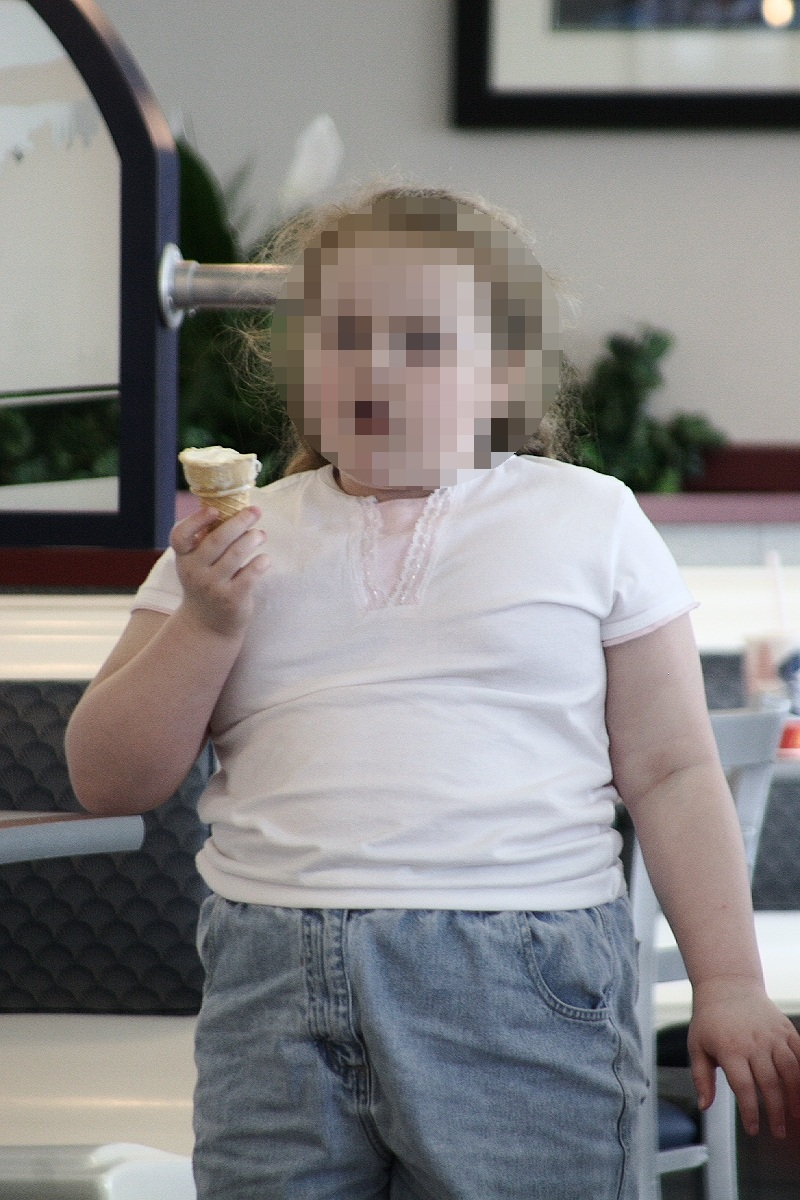
Obesidade infantil é uma epidemia global

A obesidade infantil é, segundo a Organização Mundial de Saúde, um dos problemas de saúde pública mais graves do século XXI, sobretudo nos chamados países em desenvolvimento.Em 2010, havia 42 milhões de crianças com sobrepeso em todo o mundo, das quais 35 milhões viviam em países em desenvolvimento.
A obesidade está relacionada a uma série de fatores como hábitos alimentares e atividade física, além de fatores biológicos, comportamentais e psicológicos. Não se trata de um problema meramente estético. Além de frequentemente  sofrerem   "bullying" por parte dos colegas, adultos obesos tendem a ter filhos obesos e também com sérios problemas de saúde, como diabetes, doenças cardíacas e a má formação do esqueleto. O sobrepeso e a obesidade são o quinto fator principal de risco de disfunção no mundo. A cada ano, pelo menos 2,8 milhões de pessoas adultas morrem em  consequência do sobrepeso ou da obesidade. 44% dos casos de diabetes, 23% dos casos de cardiopatias isquêmicas e de 7% a 41% dos casos de alguns tipos de câncer são atribuíveis ao sobrepeso e à obesidade.  As crianças que estão acima do peso ou obesas têm maior probabilidade de se tornarem adultos obesos e têm um risco aumentado de obter piores resultados de saúde mais tarde na vida, incluindo diabetes, doenças cardíacas, câncer e geralmente mortalidade geral.
A Organização Mundial de Saúde entende que a obesidade se tornou uma epidemia.

## Definição
A Organização Mundial de Saúde define obesidade como tendo um índice de massa corporal pelo menos dois desvios-padrão acima do IMC médio nessa idade.

## Causas da obesidade infantil
As causas da obesidade infantil podem ser:
- Sedentarismo;
- Consumo exagerado de alimentos ricos em gordura e em açúcar;
- Distúrbios hormonais;
- Doenças genéticas;
- Padrões comportamentais.

### Alimentação
Os alimentos industrializados, além de serem chamativos, são produzidos levando em conta mecanismos neurobiológicos: estudos afirmam que os mecanismos responsáveis pela dependência de drogas são os mesmos que levam à compulsão alimentar. Publicada na revista Nature Neuroscience, a pesquisa comprovou, em modelos animais, que o desenvolvimento da obesidade ocorre junto a uma deterioração dos circuitos químicos do cérebro. Durante os experimentos, foram oferecidos alimentos industrializados, cocaína e heroína. Nos dois casos - de comida e drogas - os centros de prazer do cérebro se danificaram, e os ratos passaram a consumir compulsivamente tanto os produtos quanto as drogas.
Ao longo de três anos, os ratos comiam cada vez mais e se tornaram obesos. Após certo tempo, buscavam sistematicamente apenas alimentos industrializados e calóricos. Os circuitos do cérebro são tão impactados que passam a perceber a realidade do novo vício - tanto com cocaína quanto com salsichas e bacon. A modificação que acontece quando comemos esses alimentos em excesso é a super estimulação do receptor de dopamina. A dopamina é um neurotransmissor relacionado ao prazer, e quando ocorre isso com seu receptor, o cérebro reage com mudanças físicas.
Atualmente, muitos profissionais ministram palestras de educação alimentar. Já existe uma tecnologia avançada e apropriada para calcular a quantidade de calorias ingerida diariamente. Mesmo com esses recursos, as pesquisas tendem a revelar que o número de crianças e adolescentes com sobrepeso continua a crescer.
Um fator que tem contribuído imensamente para o aumento da obesidade no mundo inteiro e para o declínio do consumo de alimentos mais saudáveis (frutas, saladas, alimentos integrais e sucos naturais, por exemplo) é a expansão do fast-food e do comércio de junk food (alimentos muito calóricos, cheios de açúcares, gorduras e sódio), que podem levar a causar doenças cardiovasculares, diabetes e câncer.
Podemos considerar que a influência dos pais na alimentação das crianças também contribui para que elas se tornem obesas. Hoje em dia vemos que cada vez mais temos uma alimentação com base em lanches, doces, enfim, as chamadas porcarias, e menos alimentos saudáveis.
Os pais acabam influenciando os filhos a comerem alimentos mais gostosos e mais rápidos de se preparar, em vez de montarem uma alimentação saudável que contribui para um bom crescimento, boa saúde e menos problemas de saúde.
As causas podem ser costume dos pais em comerem aquele tipo de alimento, falta de informação ou até mesmo certos mitos, como o de que crianças mais gordas são mais saudáveis

## Riscos da obesidade infantil
Os riscos da obesidade infantil incluem:
- Obesidade mórbida;
- Doenças respiratórias;
- Doenças ortopédicas;
- Colesterol e triglicerídeos elevados;
- Hipertensão arterial;
- Diabetes;

### Falta de sono
Além deste estopim para a gênese da obesidade infantil, os pais também são colaboradores de outro grande causador do aumento de peso: a falta de sono. É indispensável que os pais deem a atenção essencial a esse fato, acompanhando de perto a duração e a qualidade do sono de seus filhos.
Estudos afirmam que crianças que dormem pouco têm uma maior probabilidade de sofrer com aumento de peso, mesmo controlando outros fatores de risco. A cada hora de sono, a chance da criança se tornar obesa em um futuro próximo é diminuída consideravelmente.
Foi feito um recente estudo da Universidade de Harvard, que afirma que crianças e adultos que tem sono irregular e um relógio biológico indefinido têm um maior risco de obesidade e as crianças, principalmente, passam grande parte do tempo em redes sociais e jogos virtuais, passando assim da sua hora de dormir, podendo aumentar os riscos de obesidade.

### Gravidez, genes de predisposição e cesárea
Outra pesquisa feita dessa vez por especialistas do Hospital da Infância de Boston, afirma que partos cesáreos aumentam a chance da obesidade infantil devido às diferenças na flora intestinal, entre os nascidos por parto natural e os nascidos por cesárea, já que os nascidos por cesárea têm uma maior incidência de bactérias firmicutes, que, segundo outros estudos, estão presentes nos intestinos de pessoas obesas e são um dos fatores que motivam esta doença.
Recentemente foram descobertos genes que contribui para o desenvolvimento da obesidade infantil, porém pouco se sabe sobre eles. Segundo os dados da literatura científica, estes genes atuam nos intestinos, e foi observado um vínculo entre um gene (OLFM4) e a flora microbiana intestinal que estaria envolvida no aumento de peso. A associação pangenômica pretende reduzir o genoma para buscar a quase totalidade das variações genéticas. São estudos não conclusivos mas considerados como um grande avanço na prevenção e tratamento da obesidade infantil.

## Epidemiologia
A obesidade infantil vem crescendo cada vez mais nos últimos anos, isso se torna um grande problema para toda a humanidade. Já são cerca de 35% das meninas e 32% dos meninos que sofrem com a obesidade. Em 1970, os dados eram de 10,9% das meninas e 8,6% dos meninos, ou seja, o número de crianças obesas no mundo triplicou. Uma das causas dessa obesidade é a propaganda de televisão, que, ao usar técnicas de marketing, atrai as crianças a determinados produtos, muitas vezes industrializados. Outro fator da obesidade infantil é a falta de atividade física (que vem junto com a urbanização e avanço da tecnologia).
Outra curiosidade sobre esse amplo assunto que é a obesidade infantil é que ela também é algo a ser tratado na África. Segundo a OMS, o número de crianças acima do peso na África subiu de 4 milhões em 1990 para 13,5 milhões em 2010, ou seja, triplicou em 20 anos, obviamente em escala bem menor em relação ao mundo todo, sendo 8,5% da população com menos de cinco anos.
Hoje em dia as crianças ignoram atividades físicas e substituem por jogos eletrônicos, brinquedos, etc. A pirâmide da alimentação, atualmente está sendo ignorada, por causa do alto consumo de alimentos industrializados. Pizza, salgadinho, bolo, chocolates, etc. Esses alimentos são muito comuns hoje em dia, e apresentam alto teor de gordura. Algumas famílias, por exemplo, não consomem verduras e legumes durante a refeição, que acabam sendo substituídos pelos alimentos gordurosos (que não precisam ser necessariamente industrializados).
A prevenção deverá começar na gestação, porque a forma incorreta de se alimentar da gestante pode causar ao bebê a uma predisposição em relação ao quadro de obesidade. Ao nascer, o bebê necessita de aleitamento materno exclusivo, uma das maneiras de se proteger de doenças. O leite materno baseia-se em um alimento balanceado e adequado para a fase de vida do recém-nascido até os seis meses de idade.
É comum o abandono do aleitamento materno antes do período correto. Isso ocorre pela falta de tempo da mãe, que em vez de amamentar o bebê com o leite materno, adquire outros alimentos. Mas para isso a mãe deve procurar um nutricionista ou um pediatra, para acompanhar o desenvolvimento intelectual do bebê. Mais tarde, a criança aprenderá a escolher os alimentos adequados para consumir quando estiver na escola.
A instituição de ensino tem como base formar as pessoas, aderindo o que é ensinado em casa. Porém assim como os pais, a escola influencia na vida das crianças, principalmente na infância. O grande inimigo é a cantina, que oferece alimentos gordurosos, alimentos preferidos das crianças. Para o efeito ser mais rápido, as cantinas oferecem lanches mais saudáveis, como sucos naturais, frutas e salgados assados, apesar de algumas escolas adotarem a forma light, ainda são muito poucas.

### Brasil
Segundo algumas pesquisas da UERJ (Universidade Estadual do Rio de Janeiro), os brasileiros correm risco do índice de obesidade no Brasil chegar a “empatar” ou até mesmo superar os EUA.
No Brasil, há um porcentual para ter noção do IMC de uma pessoa. No caso das crianças, por exemplo, quando uma está com o percentil acima de 85 quer dizer que está acima do peso de 85% das crianças de sua faixa etária, ou seja, é considerada com excesso de peso. Para ser considerada obesa a criança tem de estar com seu percentil em 95.
Um especialista pediatra americano, Mark Jacobson, afirma que uma criança com percentil em 85 pode ser vista com a saúde comprometida, e ainda afirma que se esse método fosse usado em Nova Iorque, mais de 42% da população Nova-Iorquina infantil já seria considerada obesa.
O Brasil ainda está passando por aumento na tecnologia (acessos a TV, telefone e automóveis), os EUA já passaram por isso há mais de 40 anos, e o Brasil já está quase o alcançando-o, se nada for feito a respeito, quando o Brasil chegar ao nível dos EUA pode ser que a situação no Brasil, chegue a ficar até mais grave do que a dos EUA. Nós já sabemos que o problema vem a piorar cada vez mais, e este estudo nos ajuda a identificar melhor o problema para perceber se as pessoas vão ou não contribuir para a diminuição de peso no país.
Hoje em dia, crianças brasileiras estão muito urbanas e não dão espaço para as atividades físicas, gastando a maior parte do tempo no “sedentarismo”. Os fast-foods estão aumentando cada vez mais com o passar do tempo, atraindo mais clientes. Quanto mais clientes, mais vendas diárias, e quanto mais vendas diárias, maior o número de pessoas se alimentando mal durante o decorrer do tempo, e isso leva a um dos casos principais que contribuem para a obesidade. A obesidade chega ser preocupante também pelo fato de gerar problemas com a autoestima e gera problemas com o relacionamento e aprendizado escolar, além de também poderem trazer doenças graves como Diabetes, Hipertensão e problemas cardíacos.
A obesidade também atinge famílias, quase 40% das crianças no Brasil. Essas famílias estão entre as classes médias e classes médias baixas. Há uma afirmação que diz “não é preciso ser rico para comer”, como as comidas mais baratas são industrializadas e cheias de açúcares e gordura, a má alimentação chega a atingir toda a população.
O Brasil está com um grave problema em questão da obesidade, principalmente com crianças por razões simples que podem ser resolvidas a partir da “moderação” e através de exercícios físicos diários. As pessoas não chegam a se preocupar com a falta de nutrientes saudáveis e isso leva cada vez a uma frequência maior de consumo de alimentos que deveriam ser descartados diariamente, o povo compreende a situação, mas não compreende a saúde. Cerca de 15% das crianças e 8% dos adolescentes brasileiros sofrem de problemas de obesidade, sendo que oito em cada dez adolescentes continuam obesos na fase adulta. Além dos maus hábitos alimentares, do sedentarismo, da predisposição genética e de outros mecanismos neurobiológicos relacionados à doença, a obesidade infantil também conta com outro grande aliado: a negligência e o mau exemplo por parte dos pais. No entanto, parece haver pouco esclarecimento às famílias sobre as consequências da doença a longo prazo e  pouco interesse do Estado no sentido de enfrentar o problema.
A vida sedentária facilitada pelos avanços tecnológicos (computadores, televisão, videogames, etc.), fazem com que as crianças não precisem se esforçar fisicamente a nada. Ao contrário de alguns anos atrás, atualmente as crianças, por medo da violência urbana e a pedido de seus pais, ficam dentro de casa com atividades que não as estimulam a fazer atividades físicas, como correr, jogar bola, brincar de pique etc. Passam muitas horas  sentadas diante da TV ou do computador, quase sempre com um pacote de biscoitos ou de salgadinhos (feitos com muita gordura e muito sódio), regado a refrigerantes muito açucarados.
Além disso, as redes de fast food, adotam pesadas estratégias de marketing visando capturar a preferência do público infantil e se tornaram imensamente populares no Brasil. É possível encontrar lojas do Mc Donald's, Burguer King, Habib's, Subway, entre outros, em qualquer praça de alimentação de shopping center do país.

### Portugal
Segundo recente estudo da Organização Mundial de Saúde, de entre os países Europeus, Portugal está no top 5 dos países com maior percentagem de adolescentes obesos.
A prevalência entre adolescentes dos 11-15 anos é de 5%, contribuindo os adolescentes masculinos maioritariamente para este valor com 6,9% ao passo que as adolescentes femininas apenas têm uma prevalência de 3% nestas idades.
Cerca de 37,9% das crianças portuguesas (no continente e na Região Autónoma da Madeira) apresentam excesso de peso e 15,3% são obesas de acordo com os critérios da OMS, enquanto apenas 1% está abaixo do peso.
O tratamento da obesidade infantil no país chega a 3,5% do total de gastos nacionais com saúde.

### Estados Unidos
A obesidade é um problema de grandes proporções nos países desenvolvidos, principalmente nos Estados Unidos. E isso fica mais preocupante quando se tem um grande número de crianças obesas e doentes. Para combater parte desse problema a cidade de Atlanta usou um meio polêmico e que está dividindo as opiniões dos especialistas. Os cartazes mostram crianças obesas com dizeres polêmicos, como "minha gordura pode ser engraçada para você, mas está me matando", e crianças relatando o sofrimento de ir à escola e conviver com outras crianças porque sofrem bullying. A campanha também mostra que 75 % dos pais não reconhecem que seus filhos são obesos. Segundo os agentes de saúde da cidade, a intenção é despertar uma postura mais rígida do público e consequentemente dos pais. A médica  Miriam Labbok, da Universidade da Carolina do Norte, diz que essas campanhas culpam a vítima e que essas crianças sabem que são gordas e que são excluídas da sociedade, e isso não ajuda no tratamento. A cidade de Atlanta continua com a campanha e diz que a sociedade precisa de uma campanha forte e atraente.

## Consequências psicológicas
É bom saber que uma criança é considerada obesa quando ultrapassa em 15% o peso médio correspondente a sua idade.
É sobre tudo no final da infância e inicio da adolescência, ou seja, com o aproximar das transformações físicas, que verificam as consequências psicológicas, emocionais e sociais, pelo excesso de peso.
Isso está diminuindo a qualidade de vida e aumentando o número de respostas emocionais inadequadas. Os distúrbios de identidade estão associados a uma baixa autoestima em crianças obesas também. Por exemplo: O excesso de peso afeta a imagem corporal, prejudicando também a forma de pensar a respeito de si mesma, mudando seus comportamentos.
A criança e o adolescente enfrentam dificuldades diárias, com preconceitos externos. Se sentindo discriminada, tendo isolamento social. Além disso, a criança come comidas gordurosas só por sentir prazer em comer, e acaba exagerando na quantidade de comida que ingere. É sempre bom ter um acompanhamento alimentar rigoroso na infância, mesmo desde o nascimento.

## Riscos
Alguns fatores podem aumentar o risco de obesidade em crianças e adolescentes. Veja:
- Dieta desequilibrada, rica em fast foods, alimentos industrializados e congelados, refrigerantes, doces e frituras
- Sedentarismo, uma vez que a atividade física ajuda a queimar as calorias ingeridas
- Histórico familiar de obesidade, uma vez que a doença tem influência genética e os maus hábitos alimentares podem ser ensinados de pai para filho
- Fatores psicológicos, como estresse ou tédio, podem fazer as crianças comerem mais do que o normal